# El jardinero (Temprano amaneció)
"El jardinero (temprano amaneció)" es una canción en ritmo de rock pesado compuesta por el músico argentino Luis Alberto Spinetta e interpretada por la banda Pescado Rabioso, que integra el álbum Desatormentándonos de 1972, primer álbum de la banda. En este tema Pescado Rabioso formaba con Spinetta (voz y guitarra), Black Amaya (batería) y Osvaldo Frascino (bajo).

## La canción
"El jardinero (Temprano amaneció)" es el segundo tema (Lado A el disco de vinilo original) del álbum Desatormentándonos. Se trata de un blues pesado, violento, de nueve minutos de duración que habla de hormigas voraces y asesinos, y que comienza con Spinetta declamando dramáticamente:

Una mañana amanece el jardinero y observa la destrucción del mundo que lo rodea...".

El tema se va sucediendo sostenido por los riffs del bajo y el poder de la batería, comparada en un comentario de la canción con "un tanque Panzer", alternando el ritmo del blues, para que ingresen la guitarra eléctrica distorsionada y la voz de Spinetta, salpicando la letra a lo largo del tema, llegando varias veces al grito.
Años después, analizando la etapa de Pescado Rabioso, Spinetta destaca este tema como representativo de aquel momento y lo define como un tema "casi punk", asimilándolo a "My generation" de The Who y a "Helter Skelter" de Los Beatles.

Temas como "El jardinero", donde yo grito como un animal, eran medio punk.
Luis Alberto Spinetta.

Para Spinetta el tema expresa "un estado de ánimo que circuló en esa época, a través de mucha gente, en especial la juventud. Creo que yo estaba a la orden del día con ese asunto. El odio a la injusticia de los torturadores es una constante en mi obra".
Musicalmente, "El jardinero...", expresando el tono general del álbum y el sonido que caracterizó a Pescado Rabioso, buscaba contrastar el "rythm and blues" eléctrico y pesado, con el sonido acústico y de influencias tangueras que había caracterizado a Almendra, la primera banda de Spinetta.

Había partido de una música esencialmente ciudadana, tanguera, con reflejos de bossa-nova, con aires de jazz e influencia de Piazzola, y ahora me rebelaba contra eso creando riffs.
Luis Alberto Spinetta.